# Teatro Ebraico Statale di Mosca
Il Teatro Ebraico (Yiddish) Statale di Mosca (Russo: Московский Государственный Еврейский Театр), noto anche con l'acronimo GOSET (ГОСЕТ), è stata una compagnia teatrale yiddish fondata nel 1919 e chiusa nel 1948 dalle autorità sovietiche.

## Storia
Durante il suo periodo di attività, servì come espressione di spicco della cultura ebraica in Russia sotto Iosif Stalin. Sotto il suo direttore artistico fondatore, Aleksandr Granovskij, le produzioni furono molto influenzate dalle tendenze d'avanguardia europee e molte riflettevano uno stile espressionista. I tour estivi negli shtetl rurali erano estremamente popolari. Alla fine di un tour del 1928 in Germania, Granowsky disertò verso ovest e Solomon Mikhoels divenne direttore artistico al suo posto. Durante l'incarico a Mikhoels il teatro si ramificò oltre le classiche produzioni teatrali yiddish per includere opere di scrittori yiddish sovietici e di William Shakespeare. Il teatro continuò a funzionare durante la seconda guerra mondiale a Mosca e dopo l'evacuazione della città nel 1943 a Taškent. Mikhoels fu assassinato dal MVD nel 1948 e il suo successore, Benjamin Zuskin, fu arrestato poco dopo. Nel 1948 le autorità sovietiche ordinarono la chiusura del teatro insieme a tutte le altre compagnie teatrali yiddish in Unione Sovietica.

## Fondazione e primi anni

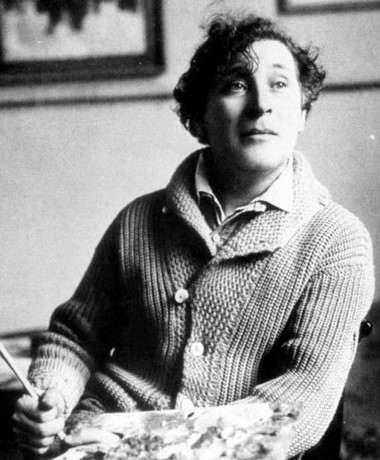
Fotografia di Marc Chagall scattata nel 1921, lo stesso anno in cui avrebbe disegnato le scenografie per la prima produzione moscovita al GOSET, di An Evening of Sholem Aleichem

Fu concepita nel 1916 e fondata nel 1919 da Aleksandr Granovskij come Laboratorio teatrale ebraico a San Pietroburgo. Le prime produzioni furono presentate al Maly Theatre, un piccolo spazio da 80 posti. Il 1º aprile 1920, dopo che la capitale fu cambiata in Mosca, la compagnia fu trasferita su richiesta di Anatoly Lunacharsky e divenne il Teatro Ebraico di Stato di Mosca. Lunacharsky, all'epoca ministro dell'Illuminismo sovietico, vide il potenziale della compagnia nel diffondere il messaggio bolscevico alla popolazione ebraica della Russia e all'estero.
Una volta a Mosca, la compagnia iniziò a utilizzare un teatro che era stato confiscato a un mercante ebreo di nome L. I. Gurevich che aveva deciso di fuggire dalla città all'epoca della Rivoluzione russa di febbraio. La sede, costruita nel 1902, era composta da tre piani. Il secondo piano era caratterizzato da un ampio soggiorno che fu trasformato in un auditorium composto da 90 posti a sedere. La cucina, che era direttamente adiacente al nuovo auditorium, fu trasformata in palcoscenico. Il primo e il terzo piano erano riservati agli attori e alle loro famiglie. La casa, trasformata in teatro, sarebbe stata in seguito chiamata Chagall Hall in onore del designer Marc Chagall. Il design del foyer, così come le decorazioni, le scenografie e i costumi per la sua prima produzione furono realizzati da Chagall. Questa però sarebbe l'unica collaborazione di Chagall con Granowsky, poiché i due non potevano andare d'accordo.
Il 1º gennaio 1921 fu la data della prima esibizione del GOSET a Mosca, una produzione chiamata An Evening of Sholom Aleichem con riferimento a Sholem Aleichem. Un anno dopo la compagnia si trasferì in un auditorium sostanzialmente più grande in Malya-Bronnaya Street, in grado di ospitare 500 persone.

## Stile e pratiche
Granowsky fu molto influenzato dalle tendenze d'avanguardia dell'Europa e molte delle prime produzioni della compagnia erano esempi di uno stile espressionista. Archetipi, maschere, trucco pesante, cubismo e grottesco erano elementi comuni delle esibizioni della compagnia negli anni '20. Il critico tedesco Alfred Kerr ha scritto che le produzioni di Granowsky erano uniche nel loro genere e le ha elogiate. Kerr, un critico con la reputazione di essere "difficile da accontentare", scoprì l'uso di suono, del movimento, del colore, della musica e delle immagini da parte di Granowsky, per essere sia comico che terrificante. Il critico paragonò le esibizioni a un circo dell'umanità, notando che erano senza un solo momento di noia.

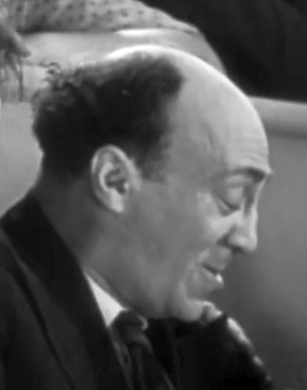
Fotografia del 1936 di Solomon Mikhoels, attore e direttore artistico del GOSET

A differenza di molte compagnie teatrali, GOSET preferì formare i propri interpreti piuttosto che assumere attori e ballerini che erano già considerati professionisti. Formando i propri attori inesperti, la compagnia sperava di evitare artisti con lo stile melodrammatico comune ad altre compagnie teatrali yiddish. La "biomeccanica" di Vsevolod Meyerhold era la tecnica di recitazione preferita utilizzata dai membri della compagnia sotto la direzione di Granowsky.
In estate la compagnia organizzò tournée nelle province rurali dove il teatro yiddish era in realtà più popolare che nelle città più grandi. I residenti degli shtetl non vedevano l'ora di assistere agli spettacoli GOSET tenuti vicino alle loro piccole città ogni anno. Il numero di spettatori fu in media di 1.250 a notte a tournée, in contrasto con la media notturna di meno di 300 per le esibizioni a Mosca. Uno dei tour meglio documentati visitò Kiev, Gomel, Odessa e Charkov nell'estate del 1924 e offrì una varietà di brevi sketch chiamati A Carnival of Jewish Comedy, oltre a produzioni integrali, come The Sorceress, 200.000 e Dio della vendetta di Sholem Asch.
Alla fine del tour europeo della GOSET che si svolse per la maggior parte del 1928, Granowsky scelse di rimanere in Germania, senza mai tornare in Unione Sovietica. La decisione arrivò dopo anni di conflitto con le autorità russe per le decisioni artistiche e finanziarie che Granowsky aveva preso per la compagnia. Poco dopo la fondazione del teatro, la GOSET aveva attratto Solomon Michoėls, che alla fine divenne l'attore principale; dopo che Granowsky ebbe disertato in Occidente, Mikhoels assunse la direzione artistica.
Il repertorio del teatro includeva adattamenti di opere classiche di Sholem Asch, Mendele Mocher Sforim, Sholom Aleichem, come Tevye the Milkman (anch'esso adottato in Occidente come Fiddler on the Roof (Il violinista sul tetto)), e Avrom Goldfaden, come Bar Kokhba. Sotto la direzione di Mikhoels la compagnia iniziò a produrre opere di scrittori yiddish sovietici contemporanei, come Shmuel Halkin, Perets Markish e David Bergelson. Considerata la loro produzione più popolare, nel 1935 il teatro produsse Re Lear di William Shakespeare con grande successo con Benjamin Zuskin nel ruolo del fool shakespeariano e Mikhoels nel ruolo da protagonista di Lear. Il successo internazionale della produzione fece sì che Mikhoels raggiungesse uno degli obiettivi fondanti della compagnia teatrale: rendere lo yiddish una lingua d'arte per i paesi di tutto il mondo.

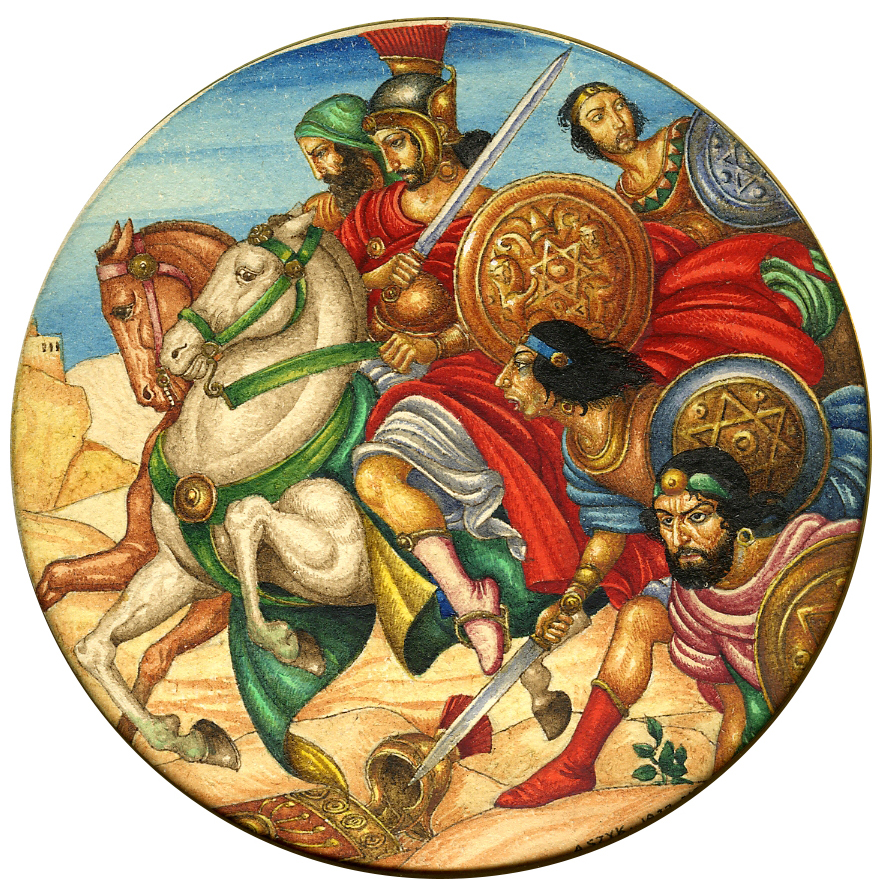
Simon Bar Kokheba

Molte delle opere teatrali erano ostentantemente d'appoggio allo stato sovietico, ma letture più attente suggeriscono che in realtà contenevano critiche velate al regime di Stalin, in particolare la produzione di Re Lear e la produzione pianificata di Riccardo III. Nel 1929, in risposta a un aumento della censura imposta dal governo, la compagnia iniziò a offrire opere di realismo socialista come previsto; gli artisti però inserirono un sottotesto ebraico in ogni produzione nascondendolo all'interno di allegorie, simboli e archetipi culturali ebraici. Le opere del realismo sovietico erano finanziate in modo modesto, mentre le opere che raccontavano le conquiste storiche ebraiche, come Simon Bar Kokheba e i Maccabei, erano produzioni su larga scala.
La produzione della compagnia di Boytre the Bandit nel 1936 era una storia simile a Robin Hood scritta da Moshe Kulbak. Lo spettacolo celebrava il proletariato e, mentre fu lodato dalla stampa, venne condannato da Lazar Kaganovich, la figura ebrea più importante del governo. Kaganovich rimproverava a Mikhoels e ai membri della compagnia GOSET di non aver rappresentato gli ebrei in una luce abbastanza positiva e chiese loro di attenersi a produzioni che raccontavano eventi simili a Bar Kochba. Poco dopo l'autore di Boytre the Bandit, Kulbak, fu arrestato, processato in un processo farsa e giustiziato.

Nell'ottobre 1936 il Comitato per gli affari artistici informò Mikhoels che doveva allontanarsi dallo stile "formalista" di Granowsky (definito come una "fuga dalla realtà") e limitare le produzioni della compagnia a rappresentazioni realistiche della storia ebraica, del folklore ebraico o dell'Ebraismo sovietico.

## Produzioni
- 1919: The Blind
- 1919: Sin
- 1919: Thamar and Amnon
- 1919: The Builder
- 1921: An Evening of Sholom Aleichem
- 1921: Before Sunrise
- 1921: Dio della vendetta
- 1921: Mystery-Bouffe
- 1922: The Sorceress
- 1922: Uriel Acosta
- 1923: The Carnival of Jewish Masks
- 1923: 200.000
- 1924: Get
- 1924: Three Jewish Raisins
- 1925: A Night in the Old Marketplace
- 1926: The Tenth Commandment
- 1926: 137 Children's Homes
- 1927: The Travels of Benjamin III
- 1927: Trouhadec
- 1927: Uprising
- 1928: Luftmentshem
- 1928: Man of Air
- 1928–1929: European Tour
  - 200.000
  - The Sorceress
  - The Travels of Benjamin III
  - Trouhadec
- 1929: The Court is in Session
- 1929: The Dams
- 1930: The Deaf
- 1931: Do Not Grieve!
- 1931: Four Days
- 1932: The Specialist
- 1933: A Measure of Strictness
- 1934: The Millionaire, the Dentist, and the Pauper
- 1935: Re Lear
- 1935: Wailing Wall
- 1936: Boytre the Bandit
- 1937: Shulamis
- 1937: Family Ovadis
- 1938: Bar Kokhba
- 1938: Tevye the Milkman
- 1938: Restless Old Age
- 1939: The Banquet
- 1939: Arn Fridman
- 1940: Solomon Maimon
- 1940: Two Schmil Schmelkes
- 1941: Wandering Stars
- 1941: The Spaniards
- 1942: Khamza
- 1942: An Eye for An Eye
- 1942: The Enchanted Tailor
- 1943: Capricious Bride
- 1945: Freylekhs
- 1947: Holiday Eve
- 1947: Sun Doesn't Set
- 1947: Uprising in the Ghetto
- 1947: Tumultuous Forest
- 1948: Zoria Belinkovich
- 1948: Life is Worth Living

Fonti:

## Artisti
- Alexander Granowsky (fondatore, direttore, direttore artistico 1919-1928)
- Solomon Mikhoels (attore, scrittore, regista, direttore artistico 1928-1948)
  - Lear: Re Lear
  - Reb Alter: An Evening of Sholom Aleichem
  - Benjamin: The Travels of Benjamin III
  - Hostmach: The Sorceress
  - Trouhadec: Trouhadec
  - Uriel: Uriel Acosta
  - Menakhem Mendl: Luftmentshem
  - Iulis: Four Days
  - Berg: The Specialist
  - Zayvl Ovadis: Family Ovadis
  - Tevye: Tevye the Milkman
- Benjamin Zuskin (attore, direttore artistico 1948)
  - Fool: Re Lear
  - Baba Iakhna: The Sorceress
  - Senderie: The Travels of Benjamin III
  - Niome Burman: The Court is in Session
  - Anatol: The Millionaire, the Dentist, and the Pauper
  - Boytre: Boytre the Bandit
  - Solomon: Solomon Maimon
  - Shimen-Eli: The Enchanted Tailor
- Sergei Radlov (regista)
  - Re Lear
  - Do Not Grieve!
- Marc Chagall (regista)
  - An Evening of Sholom Aleichem
- Nathan Altman (regista)
  - 137 Children's Homes
  - Arn Fridman
  - Mystery-Bouffe
- Alexander Krein (compositore)
  - A Night in the Old Marketplace
  - 137 Children's Homes
  - The Spaniards
- Isaak Rabinovich (progettista)
  - The Sorceress
  - Dio della vendetta
- Isaak Rabichev (progettista)
  - 200.000
- Lev Pulver (compositore)
  - Trouhadec
  - Bar Kokhba
  - Wandering Stars
  - Freylekhs
- Aron Namiot (tecnico luci)
- Robert Falk (progettista)
  - A Night in the Old Marketplace
  - The Travels of Benjamin III
  - The Spaniards
- Rakhel Imenitova (attore)
- E.Z. Vayner (attore)
- Moshe Goldblatt (attore)
- Peretz Markish (scrittore)
- Fedor Kaverin (messa in scena e movimento)
  - The Court is in Session
  - The Dams
- Hershl Orliand (scrittore)
  - The Dams
- Aleksandr Tyshler (progettista)
  - Re Lear
  - Bar Kokhba
  - Wandering Stars
- Vasily Fedorov (messa in scena)
  - Wailing Wall
- Vadim Ryndin (progettista)
  - Shulamis
- Leah Rom (attore)
- Iustina Minkova (attore)
  - Mrs. Maimon: Solomon Maimon
  - Etl: Get
  - Three Jewish Raisins
  - The Sorceress
  - The Carnival of Jewish Masks
  - 200.000
  - A Night in the Old Marketplace
  - Fruma: The Tenth Commandment
  - Trouhadec
  - The Travels of Benjamin III
  - Man of Air
  - Freylekhs
  - Re Lear
- Etta Kovenskaia (attore)
  - Reysl: Wandering Stars
- Sonia Binnik (attore)
- Sara Rotbaum (attore)
- Eda Berkovskaia (attore)
- Solomon Zilberblat (attore)
  - 200.000
  - Trouhadec
  - Re Lear
  - The Travels of Benjamin III
  - Zoria Belinkovich
  - The Deaf
  - The Enchanted Tailor
  - Khamza
  - Family Ovadis
  - The Sorceress
  - The Tenth Commandment
  - 137 Children's Homes
  - Uprising
  - Man of Air
- Alexander Benoit (progettista)
  - The Blind
- Joseph Achron (compositore)
  - The Blind

Fonti:

## Chiusura
Durante i Processi Farsa di Mosca dal 1936 al 1938, la figlia di Mikhoels confessò che la famiglia viveva nella paura mentre assisteva agli arresti di molti amici e colleghi. Nonostante l'incertezza delle reazioni del governo alla fine degli anni '30, Mikhoels si trovò nella posizione di aiutare Stalin durante la seconda guerra mondiale organizzando un movimento di resistenza ebraico, il cui scopo era mobilitare la popolazione ebraica mondiale nella lotta contro il fascismo.
Durante la guerra le esibizioni del GOSET furono spesso interrotte dalle sirene antiaeree che costringevano sia gli artisti che il pubblico a correre ai ripari sotto terra. Nonostante ciò la compagnia si sforzò continuamente di offrire intrattenimento per mantenere calma la popolazione di Mosca e dare loro una via di fuga dalle difficoltà. Nell'ottobre 1941 il GOSET fu ufficialmente ristrutturato dal Comitato per gli affari artistici e le sue produzioni pianificate furono sostituite da pezzi di propaganda sovietica in tempo di guerra. Dopo l'evacuazione di Mosca, la maggior parte dei membri della compagnia si rifugiò a Tashkent, in Uzbekistan, dove continuò a presentare spettacoli al popolo uzbeko. La compagnia tornò a Mosca alla fine del 1943.
Dopo la seconda guerra mondiale, l'ascesa dell'antisemitismo in Russia fece sì che le persone un tempo chiamate "Fratello Ebreo" fossero etichettate come "Cosmopoliti senza radici", e i membri del governo iniziarono a interpretare le scelte artistiche di Mikhoels come prova del nazionalismo ebraico. Nel gennaio 1948 Mikhoels fu assassinato dall'MVD e la sua morte fu fatta sembrare un incidente d'auto. In seguito la figlia di Stalin, Svetlana, avrebbe attribuito il suo omicidio direttamente alla paranoia di suo padre nei confronti dei complotti sionisti.
Dopo la morte di Mikhoels, Benjamin Zuskin divenne il direttore artistico della compagnia. Mesi dopo, Zuskin fu arrestato e il teatro ricevette l'ordine di chiudere insieme a tutte le altre compagnie teatrali yiddish in Unione Sovietica. Inoltre, furono arrestati tutti i membri del Comitato antifascista ebraico (anch'esso guidato in precedenza da Mikhoels).
Zuskin è stato uno degli almeno tredici importanti artisti yiddish sovietici giustiziati il 12 agosto 1952 nell'evento noto come "La notte dei poeti assassinati" ("Ночь казненных поэтов").
Il GOSET può oggi essere indicato come Teatro Ebraico di Stato di Mosca, Teatro Yiddish di Stato di Mosca, Teatro Yiddish di Stato, Teatro da camera Yiddish, Teatro dei lavoratori yiddish, Teatro da camera di Stato ebraico, Teatro da camera di Stato Yiddish o Teatro-studio Yiddish.